# Messerschmitt M26
De Messerschmitt M 26 was een passagiersvliegtuig dat door de Duitse vliegtuigbouwer Messerschmitt werd ontwikkeld en gebouwd.

## Ontwikkeling
De Messerschmitt M 24 werd opgevolgd door de M25. Dit was een project voor een sportvliegtuig dat werd ontwikkeld naar de specificaties van Ernst Udet. Het was bedoeld voor gebruik tijdens zijn vele vliegshows en stuntvluchten. Het werd echter nooit afgebouwd.
Hierna volgde de M 26. Dit was een klein passagiersvliegtuig dat als basis de M 18 en M 24 had. De vleugel was boven op de romp geplaatst om zo voor een ruime toegang tot de passagierscabine te krijgen. Hierin was plaats voor twee of drie personen. De motor was een zevencilinder Siemens Sh 11 luchtgekoelde stermotor. Deze was op een gestroomlijnde manier in de rompneus ingebouwd. Er is waarschijnlijk maar een toestel van dit type gebouwd. Dit maakte zijn eerste vlucht in 1930.
De reden dat er slechts een toestel is gebouwd kan worden teruggevoerd op de financiële problemen waarin de Bayerische Flugzeugwerke zich in 1930 bevond.

## Uitvoeringen
Er werd ook een verbeterde uitvoering ontwikkeld. Deze was van een geheel metalen constructie en kreeg de aanduiding M 30. De motor was een Wright Whirlwind stermotor van 175 pk. Het toestel werd niet in productie genomen.
Vooroorlogse ontwerpen:
S 7 ·
S 8 ·
S 9 ·
S 10 ·
S 13 ·
S 14 ·
S 15 ·
S 16 ·
M 17 ·
M 18 ·
M 19 ·
M 20 ·
M 21 ·
M 22 ·
M 23 ·
M 24 ·
M 25 ·
M 26 ·
M 27 ·
M 28 ·
M 29 ·
M 30 ·
M 31 ·
M 33 ·
M 35 ·
M 36 · 
M 37
Ontwerpen 1933-1945:
Bf 108 · 
Bf 109 ·
Bf 109TL ·
Bf 109Z ·
Bf 110 ·
Bf 161 ·
Bf 162 ·
Me 163 · 
Me 209 ·
Me 210 ·
Me 261 ·
Me 262 · 
Me 263 ·
Me 264 · 
Me 265 · 
Me 290 · 
Me 309 ·
Me 309Z ·
Me 321 · 
Me 323 · 
Me 328 · 
Me 334 ·
Me 410 · 
Me 509 · 
Projecten tot 1945:
P.1051 ·
P.1062 ·
P.1065 ·
P.1070 ·
P.1073 ·
P.1092 ·
P.1095 ·
P.1099 ·
P.1100 ·
P.1101 ·
P.1102 ·
P.1103 ·
P.1104 ·
P.1106 ·
P.1107 ·
P.1108 ·
P.1109 ·
P.1110 ·
P.1111 ·
P.1112
Libelle ·
Schwalbe ·
Wespe ·
P.08.01 ·
Zerstörer Project II
Overig:
C-44